# 지바미나토역
지바미나토역(일본어: 千葉みなと駅, ちばみなとえき)은 일본 지바현 지바시 주오구에 있는 철도역이다.

## 타는 곳

### 동일본 여객철도
| 1 | ■ 게이요 선 | 소가・가즈사이치노미야・기사라즈 방면                       |
| 2 | ■ 게이요 선 | (상하행 대피선 및 아침이나 저녁에 일부 열차가 진입함)       |
| 3 | ■ 게이요 선 | 미나미후나바시・가이힌마쿠하리・마이하마・신키바・도쿄 방면 |

### 지바 도시 모노레일
| 1・2 | ■ 1호선 | 지바・현청앞・지시로다이 방면 |

## 역세권 정보
- 도쿄 만
- 지바 시청

## 역사
- 1986년 3월 3일: 게이요 선 역이 영업 개시.
- 1995년 8월 1일: 지바 도시 모노레이 역이 영업 개시.

## 인접역
| 동일본 여객철도 ■ 게이요 선 | 동일본 여객철도 ■ 게이요 선 | 동일본 여객철도 ■ 게이요 선 |
| --------------------------- | --------------------------- | --------------------------- |
| 이나게 해안 도쿄 방면       |                             | 소가 소가 방면              |
| 지바 도시 모노레일 ■ 1호선  |                             |                             |
| (시종점역)                  |                             | 시청앞 현청앞 방면          |